# Lista purtătorilor de cuvânt ai Camerei Reprezentanților Statelor Unite ale Americii
Această pagină este o listă completă a celor 61 de Președinți  (în engleză, Speaker of the House) ai Camerei Reprezentanților Statelor Unite ale Americii (în engleză United States House of Representatives), ordonați cronologic din 1789 (anul instituirii acestei funcții) până în prezent (28 februarie 2011).  
| #  | Speaker of the House            | Partid politic       | Stat sau District | Congress   | Începerea funcției ↑ | Terminarea funcției |
| -- | ------------------------------- | -------------------- | ----------------- | ---------- | -------------------- | ------------------- |
| 1  | Frederick A.C. Muhlenberg       | Pro-Administrație    | Pennsylvania-1    | 1-ul       | 1 aprilie 1789       | 4 martie 1791       |
| 2  | Jonathan Trumbull, Jr.          | Pro-Administrație    | Connecticut-4     | al 2-lea   | 24 octombrie 1791    | 4 martie 1793       |
| 3  | Frederick A.C. Muhlenberg       | Anti-Administrație   | Pennsylvania      | al 3-lea   | 2 decembrie 1793     | 4 martie 1795       |
| 4  | Jonathan Dayton                 | Federalist           | New Jersey-AL     | al 4-lea   | 7 decembrie 1795     | 4 martie 1797       |
| 4  | Jonathan Dayton                 | Federalist           | New Jersey-AL     | al 5-lea   | 15 mai 1797          | 4 martie 1799       |
| 5  | Theodore Sedgwick               | Federalist           | Massachusetts-1   | al 6-lea   | 2 decembrie 1799     | 4 martie 1801       |
| 6  | Nathaniel Macon                 | Democrat-Republican  | North Carolina-5  | al 7-lea   | 7 decembrie 1801     | 4 martie 1803       |
| 6  | Nathaniel Macon                 | Democrat-Republican  | North Carolina-6  | al 8-lea   | 17 octombrie 1803    | 4 martie 1805       |
| 6  | Nathaniel Macon                 | Democrat-Republican  | North Carolina-6  | al 9-lea   | 2 decembrie 1805     | 4 martie 1807       |
| 7  | Joseph Bradley Varnum           | Democrat-Republican  | Massachusetts-4   | al 10-lea  | 26 octombrie 1807    | 4 martie 1809       |
| 7  | Joseph Bradley Varnum           | Democrat-Republican  | Massachusetts-4   | al 11-lea  | 22 mai 1809          | 4 martie 1811       |
| 8  | Henry Clay                      | Democrat-Republican  | Kentucky-5        | al 12-lea  | 4 noiembrie 1811     | 4 martie 1813       |
| 8  | Henry Clay                      | Democrat-Republican  | Kentucky-2        | al 13-lea  | 24 mai 1813          | 19 ianuarie 1814    |
| 9  | Langdon Cheves                  | Democrat-Republican  | Carolina de Sud   | al 13-lea  | 19 ianuarie 1814     | 4 martie 1815       |
| 10 | Henry Clay                      | Democrat-Republican  | Kentucky-2        | al 14-lea  | 4 decembrie 1815     | 4 martie 1817       |
| 10 | Henry Clay                      | Democrat-Republican  | Kentucky-2        | al 15-lea  | 1 decembrie 1817     | 4 martie 1819       |
| 10 | Henry Clay                      | Democrat-Republican  | Kentucky-2        | al 16-lea  | 6 decembrie 1819     | 28 octombrie 1820   |
| 11 | John W. Taylor                  | Democrat-Republican  | New York          | al 16-lea  | 15 noiembrie 1820    | 4 martie 1821       |
| 12 | Philip Pendleton Barbour        | Democrat-Republican  | Virginia          | al 17-lea  | 4 decembrie 1821     | 4 martie 1823       |
| 13 | Henry Clay                      | Democrat-Republican  | Kentucky-3        | al 18-lea  | 1 decembrie 1823     | 4 martie 1825       |
| 14 | John W. Taylor                  | Național Republican  | New York          | al 19-lea  | 5 decembrie 1825     | 4 martie 1827       |
| 15 | Andrew Stevenson                | Democrat             | Virginia          | al 20-lea  | 3 decembrie 1827     | 4 martie 1829       |
| 15 | Andrew Stevenson                | Democrat             | Virginia          | al 21-lea  | 7 decembrie 1829     | 4 martie 1831       |
| 15 | Andrew Stevenson                | Democrat             | Virginia          | al 22-lea  | 5 decembrie 1831     | 4 martie 1833       |
| 16 | John Bell                       | Democrat             | Tennessee         | al 23-lea  | 2 iunie 1834         | 4 martie 1835       |
| 17 | James Polk                      | Democrat             | Tennessee         | al 24-lea  | 7 decembrie 1835     | 4 martie 1837       |
| 17 | James Polk                      | Democrat             | Tennessee         | al 25-lea  | 4 septembrie 1837    | 4 martie 1839       |
| 18 | Robert Mercer Taliaferro Hunter | Democrat             | Virginia          | al 26-lea  | 16 decembrie 1839    | 4 martie 1841       |
| 19 | John White                      | Whig                 | Kentucky-9        | al 27-lea  | 31 mai 1841          | 4 martie 1843       |
| 20 | John Winston Jones              | Democrat             | Virginia          | al 28-lea  | 4 decembrie 1843     | 4 martie 1845       |
| 21 | John Wesley Davis               | Democrat             | Indiana           | al 29-lea  | 1 decembrie 1845     | 4 martie 1847       |
| 22 | Robert Charles Winthrop         | Whig                 | Massachusetts-1   | al 30-lea  | 6 decembrie 1847     | 4 martie 1849       |
| 23 | Howell Cobb                     | Democrat             | Georgia           | al 31-lea  | 22 decembrie 1849    | 4 martie 1851       |
| 24 | Linn Boyd                       | Democrat             | Kentucky-1        | al 32-lea  | 1 decembrie 1851     | 4 martie 1853       |
| 24 | Linn Boyd                       | Democrat             | Kentucky-1        | al 33-lea  | 5 decembrie 1853     | 4 martie 1855       |
| 25 | Nathaniel Prentice Banks        | American/Republican* | Massachusetts-7   | al 34-lea  | 2 februarie 1856     | 4 martie 1857       |
| 26 | James Lawrence Orr              | Democratic           | Carolina de Sud   | al 35-lea  | 7 decembrie 1857     | 4 martie 1859       |
| 27 | William Pennington              | Republican           | New Jersey-5      | al 36-lea  | 1 februarie 1860     | 4 martie 1861       |
| 28 | Galusha A. Grow                 | Republican           | Pennsylvania-14   | al 37-lea  | 4 iulie 1861         | 4 martie 1863       |
| 29 | Schuyler Colfax                 | Republican           | Indiana           | al 38-lea  | 7 decembrie 1863     | 4 martie 1865       |
| 29 | Schuyler Colfax                 | Republican           | Indiana           | al 39-lea  | 4 decembrie 1865     | 4 martie 1867       |
| 29 | Schuyler Colfax                 | Republican           | Indiana           | al 40-lea  | 4 martie 1867        | 4 martie 1869       |
| 30 | Theodore Medad Pomeroy          | Republican           | New York          | al 40-lea  | 3 martie 1869        | 4 martie 1869       |
| 31 | James G. Blaine                 | Republican           | Maine             | al 41-lea  | 4 martie 1869        | 4 martie 1871       |
| 31 | James G. Blaine                 | Republican           | Maine             | al 42-lea  | 4 martie 1871        | 4 martie 1873       |
| 31 | James G. Blaine                 | Republican           | Maine             | al 43-lea  | 1 decembrie 1873     | 4 martie 1875       |
| 32 | Michael C. Kerr                 | Democrat             | Indiana           | al 44-lea  | 6 decembrie 1875     | 19 august 1876      |
| 33 | Samuel J. Randall               | Democrat             | Pennsylvania-3    | al 44-lea  | 4 decembrie 1876     | 4 martie 1877       |
| 33 | Samuel J. Randall               | Democrat             | Pennsylvania-3    | al 45-lea  | 15 octombrie 1877    | 4 martie 1879       |
| 33 | Samuel J. Randall               | Democrat             | Pennsylvania-3    | al 46-lea  | 18 martie, 1879      | 4 martie 1881       |
| 34 | J. Warren Keifer                | Republican           | Ohio              | al 47-lea  | 5 decembrie 1881     | 4 martie 1883       |
| 35 | John Griffin Carlisle           | Democrat             | Kentucky-6        | al 48-lea  | 3 decembrie 1883     | 4 martie 1885       |
| 35 | John Griffin Carlisle           | Democrat             | Kentucky-6        | al 49-lea  | 7 decembrie 1885     | 4 martie 1887       |
| 35 | John Griffin Carlisle           | Democrat             | Kentucky-6        | al 50-lea  | 5 decembrie 1887     | 4 martie 1889       |
| 36 | Thomas Brackett Reed            | Republican           | Maine             | al 51-lea  | 2 decembrie 1889     | 4 martie 1891       |
| 37 | Charles Frederick Crisp         | Democrat             | Georgia           | al 52-lea  | 8 decembrie 1891     | 4 martie 1893       |
| 37 | Charles Frederick Crisp         | Democrat             | Georgia           | al 53-lea  | 7 august 1893        | 4 martie 1895       |
| 38 | Thomas Brackett Reed            | Republican           | Maine             | al 54-lea  | 2 decembrie 1895     | 4 martie 1897       |
| 38 | Thomas Brackett Reed            | Republican           | Maine             | al 55-lea  | 15 martie 1897       | 4 martie 1899       |
| 39 | David B. Henderson              | Republican           | Iowa              | al 56-lea  | 4 decembrie 1899     | 4 martie 1901       |
| 39 | David B. Henderson              | Republican           | Iowa              | al 57-lea  | 2 decembrie 1901     | 4 martie 1903       |
| 40 | Joseph Gurney Cannon            | Republican           | Illinois          | al 58-lea  | 9 noiembrie 1903     | 4 martie 1905       |
| 40 | Joseph Gurney Cannon            | Republican           | Illinois          | al 59-lea  | 4 decembrie 1905     | 4 martie 1907       |
| 40 | Joseph Gurney Cannon            | Republican           | Illinois          | al 60-lea  | 2 decembrie 1907     | 4 martie 1909       |
| 40 | Joseph Gurney Cannon            | Republican           | Illinois          | al 61-lea  | 15 martie 1909       | 4 martie 1911       |
| 41 | Champ Clark                     | Democrat             | Missouri          | al 62-lea  | 4 aprilie 1911       | 4 martie 1913       |
| 41 | Champ Clark                     | Democrat             | Missouri          | al 63-lea  | 7 aprilie 1913       | 4 martie 1915       |
| 41 | Champ Clark                     | Democrat             | Missouri          | al 64-lea  | 6 decembrie 1915     | 4 martie 1917       |
| 41 | Champ Clark                     | Democrat             | Missouri          | al 65-lea  | 2 aprilie 1917       | 4 martie 1919       |
| 42 | Frederick Gillett               | Republican           | Massachusetts-2   | al 66-lea  | 19 mai 1919          | 4 martie 1921       |
| 42 | Frederick Gillett               | Republican           | Massachusetts-2   | al 67-lea  | 11 aprilie 1921      | 4 martie 1923       |
| 42 | Frederick Gillett               | Republican           | Massachusetts-2   | al 68-lea  | 3 decembrie 1923     | 4 martie 1925       |
| 43 | Nicholas Longworth              | Republican           | Ohio-1            | al 69-lea  | 7 decembrie 1925     | 4 martie 1927       |
| 43 | Nicholas Longworth              | Republican           | Ohio-1            | al 70-lea  | 5 decembrie 1927     | 4 martie 1929       |
| 43 | Nicholas Longworth              | Republican           | Ohio-1            | al 71-lea  | 15 aprilie 1929      | 4 martie 1931       |
| 44 | John Nance Garner               | Democrat             | Texas-15          | al 72-lea  | 7 decembrie 1931     | 4 martie 1933       |
| 45 | Henry T. Rainey                 | Democrat             | Illinois          | al 73-lea  | 9 martie 1933        | 19 august 1934      |
| 46 | Joseph Wellington Byrns         | Democrat             | Tennessee         | al 74-lea  | 3 ianuarie 1935      | 4 iunie 1936        |
| 47 | William Brockman Bankhead       | Democrat             | Alabama-6         | al 74-lea  | 4 iunie 1936         | 3 ianuarie 1937     |
| 47 | William Brockman Bankhead       | Democrat             | Alabama-6         | al 75-lea  | 5 ianuarie 1937      | 3 ianuarie 1939     |
| 47 | William Brockman Bankhead       | Democrat             | Alabama-6         | al 76-lea  | 3 ianuarie 1939      | 15 septembrie 1940  |
| 48 | Sam Rayburn                     | Democrat             | Texas-4           | al 76-lea  | 16 septembrie 1940   | 3 ianuarie 1941     |
| 48 | Sam Rayburn                     | Democrat             | Texas-4           | al 77-lea  | 3 ianuarie 1941      | 3 ianuarie 1943     |
| 48 | Sam Rayburn                     | Democrat             | Texas-4           | al 78-lea  | 6 ianuarie 1943      | 3 ianuarie 1945     |
| 48 | Sam Rayburn                     | Democrat             | Texas-4           | al 79-lea  | 3 ianuarie 1945      | 3 ianuarie 1947     |
| 49 | Joseph William Martin, Jr.      | Republican           | Massachusetts-14  | al 80-lea  | 3 ianuarie 1947      | 3 ianuarie 1949     |
| 50 | Sam Rayburn                     | Democrat             | Texas-4           | 81st       | 3 ianuarie 1949      | 3 ianuarie 1951     |
| 50 | Sam Rayburn                     | Democrat             | Texas-4           | al 82-lea  | 3 ianuarie 1951      | 3 ianuarie 1953     |
| 51 | Joseph William Martin, Jr.      | Republican           | Massachusetts-14  | al 83-lea  | 3 ianuarie 1953      | 3 ianuarie 1955     |
| 52 | Sam Rayburn                     | Democrat             | Texas-4           | al 84-lea  | 3 ianuarie 1955      | 3 ianuarie 1957     |
| 52 | Sam Rayburn                     | Democrat             | Texas-4           | al 85-lea  | 3 ianuarie 1957      | 3 ianuarie 1959     |
| 52 | Sam Rayburn                     | Democrat             | Texas-4           | al 86-lea  | 7 ianuarie 1959      | 3 ianuarie 1961     |
| 52 | Sam Rayburn                     | Democrat             | Texas-4           | al 87-lea  | 3 ianuarie 1961      | 16 noiembrie 1961   |
| 53 | John McCormack                  | Democrat             | Massachusetts-12  | al 87-lea  | 10 ianuarie 1962     | 3 ianuarie 1963     |
| 53 | John McCormack                  | Democrat             | Massachusetts-9   | al 88-lea  | 9 ianuarie 1963      | 3 ianuarie 1965     |
| 53 | John McCormack                  | Democrat             | Massachusetts-9   | al 89-lea  | 4 ianuarie 1965      | 3 ianuarie 1967     |
| 53 | John McCormack                  | Democrat             | Massachusetts-9   | al 90-lea  | 10 ianuarie 1967     | 3 ianuarie 1969     |
| 53 | John McCormack                  | Democrat             | Massachusetts-9   | al 91-lea  | 3 ianuarie 1969      | 3 ianuarie 1971     |
| 54 | Carl Albert                     | Democrat             | Oklahoma-3        | al 92-lea  | 21 ianuarie 1971     | 3 ianuarie 1973     |
| 54 | Carl Albert                     | Democrat             | Oklahoma-3        | al 93-lea  | 3 ianuarie 1973      | 3 ianuarie 1975     |
| 54 | Carl Albert                     | Democrat             | Oklahoma-3        | al 94-lea  | 14 ianuarie 1975     | 3 ianuarie 1977     |
| 55 | Tip O'Neill                     | Democrat             | Massachusetts-8   | al 95-lea  | 4 ianuarie 1977      | 3 ianuarie 1979     |
| 55 | Tip O'Neill                     | Democrat             | Massachusetts-8   | al 96-lea  | 15 ianuarie 1979     | 3 ianuarie 1981     |
| 55 | Tip O'Neill                     | Democrat             | Massachusetts-8   | al 97-lea  | 5 ianuarie 1981      | 3 ianuarie 1983     |
| 55 | Tip O'Neill                     | Democrat             | Massachusetts-8   | al 98-lea  | 3 ianuarie 1983      | 3 ianuarie 1985     |
| 55 | Tip O'Neill                     | Democrat             | Massachusetts-8   | al 99-lea  | 3 ianuarie 1985      | 3 ianuarie 1987     |
| 56 | Jim Wright                      | Democrat             | Texas-12          | al 100-lea | 6 ianuarie 1987      | 3 ianuarie 1989     |
| 56 | Jim Wright                      | Democrat             | Texas-12          | al 101-lea | 3 ianuarie 1989      | 3 iunie 1989        |
| 57 | Tom Foley                       | Democrat             | Washington-5      | al 101-lea | 6 iunie 1989         | 3 ianuarie 1991     |
| 57 | Tom Foley                       | Democrat             | Washington-5      | al 102-lea | 3 ianuarie 1991      | 3 ianuarie 1993     |
| 57 | Tom Foley                       | Democrat             | Washington-5      | al 103-lea | 5 ianuarie 1993      | 5 ianuarie 1995     |
| 58 | Newt Gingrich                   | Republican           | Georgia-6         | al 104-lea | 4 ianuarie 1995      | 3 ianuarie 1997     |
| 58 | Newt Gingrich                   | Republican           | Georgia-6         | al 105-lea | 7 ianuarie 1997      | 3 ianuarie 1999     |
| 59 | Dennis Hastert                  | Republican           | lllinois-14       | al 106-lea | 6 ianuarie 1999      | 3 ianuarie 2001     |
| 59 | Dennis Hastert                  | Republican           | lllinois-14       | al 107-lea | 3 ianuarie 2001      | 3 ianuarie 2003     |
| 59 | Dennis Hastert                  | Republican           | lllinois-14       | al 108-lea | 7 ianuarie 2003      | 3 ianuarie 2005     |
| 59 | Dennis Hastert                  | Republican           | lllinois-14       | al 109-lea | 3 ianuarie 2005      | 3 ianuarie 2007     |
| 60 | Nancy Pelosi                    | Democrat             | California-8      | al 110-lea | 4 ianuarie 2007      | 3 ianuarie 2009     |
| 60 | Nancy Pelosi                    | Democrat             | California-8      | al 111-lea | 6 ianuarie 2009      | 3 ianuarie 2011     |
| 61 | John Boehner                    | Republican           | Ohio-8            | al 112-lea | 5 ianuarie 2011      | 2 ianuarie 2013     |
| 61 | John Boehner                    | Republican           | Ohio-8            | al 113-lea | 3 ianuarie 2013      | 2 ianuarie 2015     |
| 61 | John Boehner                    | Republican           | Ohio-8            | al 114-lea | 3 ianuarie 2015      | 29 octombrie 2015   |
| 62 | Paul Ryan                       | Republican           | Wisconsin-1       | al 114-lea | 29 octombrie 2015    | 2 ianuarie 2017     |
| 62 | Paul Ryan                       | Republican           | Wisconsin-1       | al 115-lea | 3 ianuarie 2017      | 2 ianuarie 2019     |
| 63 | Nancy Pelosi                    | Democrat             | California-8      | al 116-lea | 3 ianuarie 2019      | 2 ianuarie 2021     |
| 63 | Nancy Pelosi                    | Democrat             | California-8      | al 117-lea | 3 ianuarie 2021      | 7 ianuarie 2023     |
| 64 | Kevin McCarthy                  | Republican           | California-20     | al 118-lea | 7 ianuarie 2023      | 3 octombrie 2023    |
| —  | Patrick McHenry (interimar)     | Republican           | North Carolina-10 | al 118-lea | 3 octombrie 2023     | 25 octombrie 2023   |
| 65 | Mike Johnson                    | Republican           | Louisiana-4       | al 118-lea | 25 octombrie 2023    | prezent             |

 *  Notă -- Republicanul Banks, al 25-lea Speaker, a devenit Speaker of the House într-o coaliție guvernamentală, singura coaliție multi-partid din istoria Camerei Reprezentanților (chiar dacă de-a lungul istoriei, partide mici s-au aliat cu cele mari, dar nu au jucat niciodată un rol major).  Cei din partidul Whig și republicanii s-au aliat contra democraților, în timp ce Partidul American a părăsit coaliția.  Banks, membru al Partidului Know-Nothing a fost ales Speaker pentru a convinge membrii Partidului American să se întoarcă în coaliție. 
Format:USCongress